# Аменхотеп (син Хапу)
Аменхоте́п, син Хапу, за прізвиськом Хеві — давньоєгипетський сановник епохи Нового царства, видатний архітектор і писар, був обожнений після смерті.
Аменхотеп народився в Атрибісі під час правління фараона Тутмоса III (1458-1425 до н. е.) в сім'ї Хапу й його дружини Іпу. Кар'єра Аменхотепа почалась в рідному місті, де він обійняв посаду верховного жреця місцевої іпостасі Гора Хенті-Ірті.
Аменхотеп помер приблизно на 31-му році правління Аменхотепа III (бл. 1357 до н. е.).